# Villa Montellano
Villa Montellano – miasto w Dominikanie, w prowincji Puerto Plata.